# Geoffrey Grimmett
Geoffrey Richard Grimmett FRS (20 de dezembro de 1950) é um matemático britânico, conhecido por seu trabalho sobre a matemática de sistema aleatórios aparecendo em teoria das probabilidades e mecânica estatística, especialmente teoria da percolação e o processo de contato. É Professor of Mathematical Statistics na Faculdade de Matemática da Universidade de Cambridge. Foi Master do Downing College de 2013 a 2018.

## Prêmios e honrarias
Grimmett recebeu o Prêmio Rollo Davidson de 1989 e foi eleito Fellow of the Royal Society (FRS) em 2014.
Foi palestrante convidado do Congresso Internacional de Matemáticos em Seul (2014: Criticality, universality, and isoradiality).

## Controvérsia
No final de sua carreira Grimmett entrou com uma ação contra a Universidade de Cambridge, alegando ter sido demitido ilegalmente devido a discriminação por idade.